# Opactwo w Whitby
Opactwo w Whitby (ang. Whiby Abbey) – ruiny opactwa benedyktyńskiego w północno-wschodniej Anglii, położone na klifach w miejscowości Whitby, w hrabstwie North Yorkshire.

## Historia

### Streaneshalch
Pierwszy klasztor w tym miejscu pod nazwą Streaneshalch (ang. Bay of Light) założył władca anglosaskiej Nortumbrii Oswiu na prośbę swojej krewniaczki św. Hildy, która została jego pierwszą opatką. Był to klasztor podwójny, przeznaczony zarówno dla mnichów jak i mniszek.
W 664 roku król Oswiu zwołał w opactwie słynny synod, którego ustalenia doprowadziły do uznania obrządku łacińskiego za jedyny obowiązujący i w konsekwencji do likwidacji kościoła iroszkockiego.
Streoneshalh został spustoszony między 867 a 870 rokiem podczas duńskich najazdów pod wodzą Ingwara i Ubby. Pozostawał pusty przez ponad dwa stulecia.

### Whitby Abbey
Ruiny średniowiecznego opactwa zostały w II połowie XI wieku przekazane przez Williama de Percy mnichowi Reinfridowi, dawnemu żołnierzowi Wilhelma Zdobywcy, który reaktywował tu klasztor w regule św. Benedykta. Wilhelm Zdobywca zdecydował się zatwierdzić dla nowo powstałego zgromadzenia kartę przywilejów. Przywileje te zostały potwierdzone i rozszerzone przez króla Henryka I, który również podniósł klasztor do rangi opactwa.
Opactwo rozwijało się i rozbudowywało aż do 1540 roku, kiedy decyzją Henryka VIII zostało rozwiązane, wraz z wieloma innymi klasztorami. Opuszczone budynki stopniowo popadały w ruinę. Większość ścian stała do 1763 roku, kiedy to zawaliła się cała zachodnia strona klasztoru, co znacznie osłabiło całą konstrukcję i uczyniło ją bardzo podatną na niszczycielskie warunki pogodowe i działanie wiatru. W 1830 roku runęła główna wieża, a w 1839 chór.
W 1914 roku, podczas I wojny światowej, Whitby Abbey zostało ostrzelane przez dwa niemieckie krążowniki Von der Tann i Derfflinger. Ostrzał znacznie uszkodził osłabioną konstrukcję.

### Obecnie
Do dziś zachowała się jedynie niewielka część ruin kościoła, które stoją na malowniczym klifie o wysokości ok. 200 m. Znajdują się pod opieką English Heritage, agendy rządowej opiekującej się zabytkami. Na terenie opactwa prowadzone były liczne prace archeologiczne, a znalezione zabytki prezentowane są w pobliskim muzeum Cholmley House.

## Pochowani w opactwie Whitby
W opactwie Whitby pochowani zostali członkowie dynastii panującej w Nortumbrii:
- Oswiu
- Edwin z Deiry – król Deiry i Bernicji
- Hilda – pierwsza ksieni Whitby, (relikwie przeniesiono)
- Enfleda – żona Oswiu i późniejsza ksieni Whitby
- Elfleda z Nortumbrii – córka Oswiu i Enfledy i późniejsza ksieni Whitby

## Święci z Whitby
Wśród mnichów i mniszek mieszkających w Whitby, znajduje się wiele osób czczonych jako święte:
- św. Hilda – pochodząca z dynastii rządzącej Northumbrią, pierwsza ksieni opactwa;
- św. Edwin – król Northumbrii;
- św. Cedmon z Whitby – poeta;
- św. Bergu – mniszka i dziewica, miała wizję duszy św. Hildy w dniu jej śmierci;
- św. Trumwin – biskup Abercorn, schronił się w Whitby przed prześladowaniem;
- św. Elfleda – córka Oswiu, przysłana do klasztoru po jego klęsce w bitwie z Pendą z Mercji
- św. Bosa – biskup Yorku;
- św. Wilfrid –  biskup Yorku;
- św. Enfleda – córka św. Edwina i żona św. Oswiu